# Eufernaldia
Eufernaldia és un gènere d'arnes de la família Crambidae.

## Taxonomia
- Eufernaldia cadarellus (Druce, 1896)
- Eufernaldia misgabellus (Druce, 1896)
- Eufernaldia panamella Schaus, 1922
- Eufernaldia sinaloellus (Schaus, 1922)